# Большие Пастбища
Большие Пастбища — упразднённая деревня в Александровском районе Владимирской области России.

## География
Урочище находится в северо-западной части области, в зоне хвойно-широколиственных лесов, на левом берегу реки Нюньги, на расстоянии примерно 7 километров (по прямой) к северу от города Александрова, административного центра района.

### Климат
Климат характеризуется как умеренно континентальный, с умеренно тёплым летом, холодной зимой, короткой весной и облачной, часто дождливой осенью. Среднегодовая температура воздуха — +3,4 °C. Годовое количество атмосферных осадков — 549 миллиметров, из которых большая часть выпадает в тёплый период.

## История
По состоянию на 1905 год, в деревне Пастьбищи Большие имелось 25 дворов и проживал 161 человек. В административном отношении деревня входила в состав Александровской волости.
В советское время входила в состав Бакшеевского сельсовета Александровского района (в период с 1941 до 1965 годы — в составе Струнинского района). Упразднена решением облисполкома № 319 от 16 мая 1986 года как фактически не существующая.